# Flèche wallonne 1969
La Flèche wallonne 1969, 33e édition de la course, a lieu le 20 avril 1969 sur un parcours de 222 km. La victoire revient au Belge Joseph Huysmans, qui a terminé la course en 5 h 31 min 00 s, devant ses compatriotes Eric De Vlaeminck et Eric Leman.
Sur la ligne d’arrivée à Marcinelle, 71 des 150 coureurs au départ à Liège ont terminé la course.

## Classement final
| #  | Coureur             | Équipe                    |    | Temps           |
| -- | ------------------- | ------------------------- | -- | --------------- |
| 1  | Joseph Huysmans     | Dr. Mann-Grundig          | en | 5 h 31 min 00 s |
| 2  | Eric De Vlaeminck   | Flandria-De Clerck-Krüger | +  | 10 s            |
| 3  | Eric Leman          | Flandria-De Clerck-Krüger |    | 10 s            |
| 4  | Walter Godefroot    | Flandria-De Clerck-Krüger |    | 10 s            |
| 5  | Eddy Merckx         | Faemino-Faema             |    | 10 s            |
| 6  | Roger De Vlaeminck  | Flandria-De Clerck-Krüger |    | 10 s            |
| 7  | Roger Rosiers       | Dr. Mann-Grundig          |    | 10 s            |
| 8  | Herman Van Springel | Dr. Mann-Grundig          |    | 10 s            |
| 9  | Georges Pintens     | Dr. Mann-Grundig          |    | 10 s            |
| 10 | Victor Van Schil    | Faemino-Faema             |    | 10 s            |